# Hoffmanacarus virginianus
Hoffmanacarus virginianus är en kvalsterart som beskrevs av Sandór Mahunka 1995. Hoffmanacarus virginianus ingår i släktet Hoffmanacarus och familjen Achipteriidae. Inga underarter finns listade i Catalogue of Life.